# Pascalina Lehnert
Pascalina Lehnert (ur. 25 sierpnia 1894 w Ebersbergu, zm. 13 listopada 1983 w Wiedniu) – niemiecka zakonnica.

## Życiorys
W 1923 przyjęto ją do kongregacji Sióstr od Świętego Krzyża, gdzie przyjęła imię zakonne Pascalina. Jej przyjacielem był Eugenio Pacelli przyszły papież Pius XII, któremu prowadziła gospodarstwo domowe, dbała  o zdrowie, była sekretarką i ciesząca się jego bezgranicznym zaufaniem. 9 października 1958 była obecna przy śmierci Piusa XII. Zmarła w wieku 89 lat na skutek krwotoku mózgowego. Została pochowana na zabytkowym Campo Santo Teutonico w Rzymie. W jej pogrzebie uczestniczyli biskupi i kardynałowie wśród nich Joseph Ratzinger.

## Odznaczenia
- Pro Ecclesia et Pontifice
- Order Zasługi Republiki Federalnej Niemiec
- Bawarski Order Zasługi
- Złota Odznaka Honorowa za Zasługi dla Republiki Austrii